# 3323 Turgenev
3323 Turgenev là một tiểu hành tinh [[vành đai chính. Nó được phát hiện bởi Nikolai Stepanovich Chernykh ở 1979. Nó được đặt theo tên Ivan Turgenev, Nga writer.